# الأوليغارشية الروسية
| رومان أبراموفيتش | أوليغ ديريباسكا  | عليشر عثمانوف    |
| فلاديمير بوتانين | ميخائيل بروخوروف | غينادي تيموشينكو |
| وحيد الأكبروف    | بيتر أفين        | أركادي روتنبرغ   |

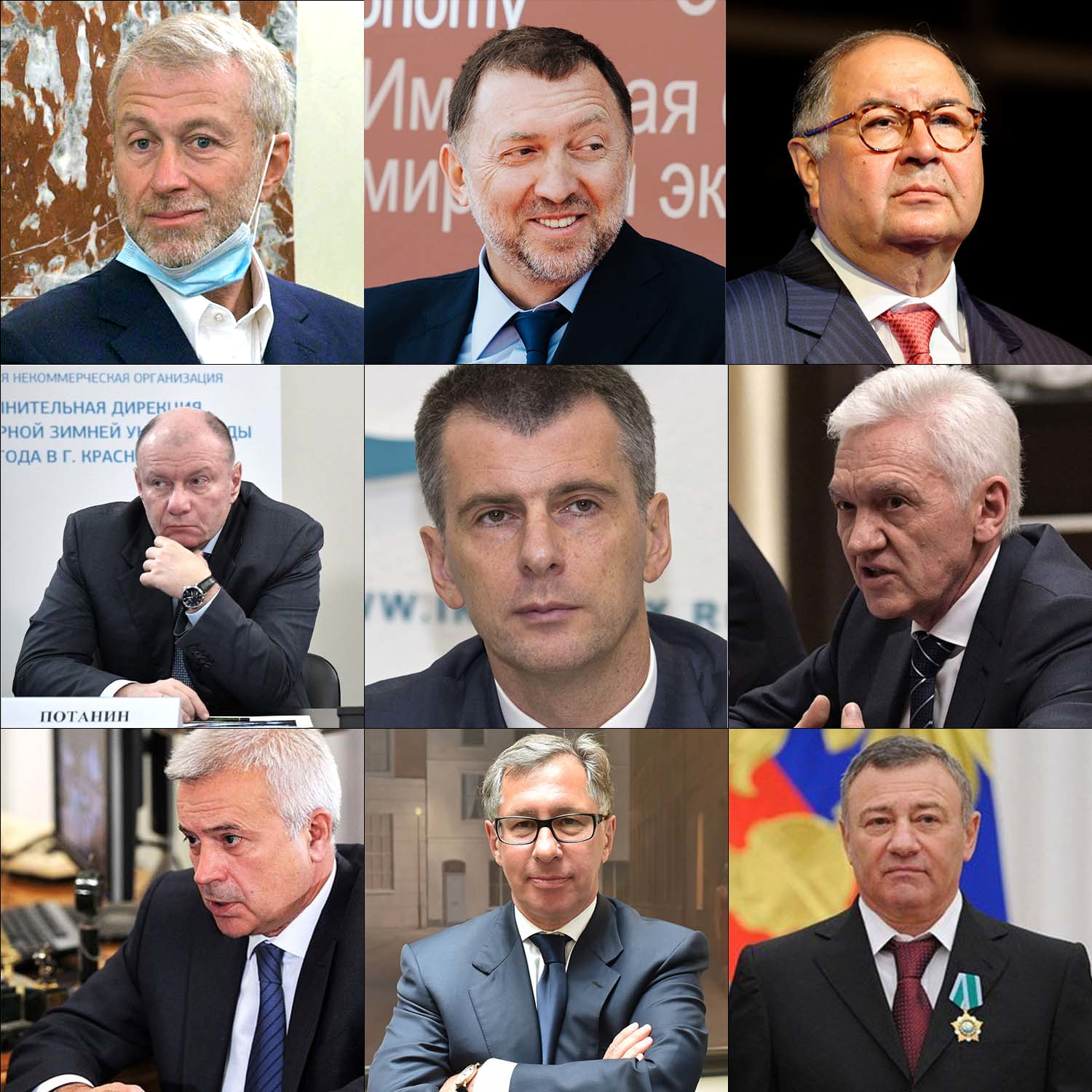
عدد من الأوليغارشية الروسية (من أعلى اليسار إلى أسفل):

الأوليغارشية الروس (بالروسية: Олига́рхия) هم الأوليغارك من رجال الأعمال في الجمهوريات السوفيتية السابقة الذين تربحوا علي الثروة بسرعة خلال عصر الخصخصة الروسية في أعقاب تفكك الاتحاد السوفياتي في التسعينيات. تركت الدولة السوفيتية الفاشلة ملكية أصول الدولة المتنازع عليها، مما سمح بإجراء صفقات غير رسمية مع مسؤولي الاتحاد السوفياتي السابقين كوسيلة للحصول على ممتلكات الدولة. رسم المؤرخ إدوارد ل. كينان مقارنة بين الظاهرة الروسية الحالية للأوليغارشية ونظام البويار الأقوياء الذي ظهر في أواخر العصور الوسطى في دوقية موسكو الكبرى.

## التاريخ

### عصر يلتسين
بحلول نهاية الحقبة السوفيتية في عام 1991 وأثناء البيريسترويكا لميخائيل جورباتشوف، قام العديد من رجال الأعمال الروس باستيراد أو تهريب السلع مثل أجهزة الكمبيوتر الشخصية والجينز إلى البلاد وبيعها، غالبًا في السوق السوداء، لتحقيق ربح كبير.

### عصر بوتين
أشهر الاوليغارك في عصر بوتين مثل رومان أبراموفيتش، ألكسندر أبراموف، أوليغ ديريباسكا، ميخائيل بروخوروف، عليشر عثمانوف، جيرمان خان، فيكتور فيكسيلبيرغ، ليونيد ميخيلسون، فاجيت ألكبيروف، ميخائيل فريدمان، فلاديمير بوتانين، بيوتر أفين، وفيتالي أفينك وفيتالي أفينك.
بين عامي 2000 و2004، يبدو أن بوتين انخرط في صراع على السلطة مع بعض الأوليغاركيين، وتوصل إلى «تسوية كبيرة» معهم. سمحت هذه الصفقة للأوليغارك بالحفاظ على سلطاتهم، مقابل دعمهم الواضح لحكومة بوتين ومواءمتها معها. أصبح العديد من رجال الأعمال الأوليغارك خلال فترة حكم بوتين في السلطة، وغالبًا بسبب العلاقات الشخصية مع بوتين، مثل عميد المعهد حيث حصل بوتين على شهادة منه في عام 1996، فلاديمير ليتفينينكو،  وصديق الطفولة والجودو لبوتين - المعلم أركادي روتنبرغ. ومع ذلك، يجادل محللون آخرون بأن هيكل الأوليغارشية ظل سليماً في ظل بوتين، حيث خصص بوتين الكثير من وقته للتوسط في نزاعات السلطة بين الأوليغارك المتنافسين. تم سجن بعضهم، مثل ميخائيل ميريلاشفيلي.

#### 2022 الغزو الروسي لأوكرانيا والعقوبات
بعد الغزو الروسي لأوكرانيا وكندا والولايات المتحدة وأوروبا عام 2022، اتخذ القادة الأوروبيون بالإضافة إلى اليابان خطوات غير مسبوقة لمعاقبة بوتين والأوليغارشية مباشرة. رداً على العقوبات، بدأت الأوليغارشية المستهدفة في إخفاء الثروة في محاولة لمنع الدول الغربية من تجميد أصولها. في ظل العقوبات التي فرضتها الولايات المتحدة والاتحاد الأوروبي، بدأ الأوليغارشيون الروس في البحث عن ملاذات آمنة ماليًا. كثير منهم نقل ثروتهم إلى الإمارات العربية المتحدة. كشفت التحقيقات عن عدد من اليخوت الفاخرة الراسية في دبي. كما تم تعقب الطائرات الخاصة التي يملكها هؤلاء القلة وهي تطير ذهابًا وإيابًا من موسكو إلى دبي. إلى جانب ذلك، في الوقت الذي كان الاقتصاد الروسي ينهار تحت وطأة العقوبات، كان الروس يحولون أموالًا تبلغ قيمتها مئات الملايين من الدولارات من دول تفرض عقوبات مثل لندن وسويسرا إلى الإمارات العربية المتحدة.
في مايو 2022، تم الكشف عن أن القلة الروس المعاقبين وغيرهم من المسؤولين استثمروا في العقارات والشركات في دبي. ونتيجة لذلك، اقترح أعضاء البرلمان الأوروبي إدراج الإمارات على القائمة السوداء تمامًا مثل إيران وكوريا الشمالية وبوركينا فاسو. نقلاً عن اللوائح المتساهلة لمكافحة غسيل الأموال في الإمارات العربية المتحدة، خشي المشرعون الأوروبيون أيضًا من أن حجم غسيل الأموال هناك يمكن أن يضر بقدرة الاتحاد الأوروبي على مكافحة الجريمة المنظمة والفساد.
فرض الاتحاد الأوروبي عقوبات على الأوليغارشية الروسية، أندريه ميلينشينكو، في مارس 2022، بعد مزاعم بأنه حضر اجتماعًا مع بوتين في يوم الغزو. بعد العقوبات، صادرت السلطات الإيطالية يخت ميلينشينكو البالغ 300 مليون دولار. كما تم تحطيم طائرة خاصة من طراز بوينج 787 دريملاينر بقيمة 350 مليون دولار تابعة لرومان أبراموفيتش في دبي، وكان من المقرر أن تصادرها وزارة العدل الأمريكية. دعا سياسيون ونشطاء، بمن فيهم النائب الدنماركي كيرا ماري بيتر هانسن والناشط بيل براودر، إلى إدراج الإمارات على القائمة السوداء للسماح بتدفق «الأموال القذرة» والعمل كملاذ للروس الخاضعين للعقوبات. أشارت المحامية والعميلة السابقة لمكتب التحقيقات الفيدرالي، كارين غريناواي، إلى أن الإمارات وُضعت على القائمة الرمادية لمجموعة العمل المالي، لكنها لم تتخذ إجراءات كافية ضد روسيا.,
نقل الملاذات الآمنة
في 23 يونيو 2022، ورد أن يخت مدام جو، المملوك من قبل الملياردير أندري سكوتش، رسي في ميناء راشد في دبي منذ 25 مارس. تم تصنيفها كممتلكات خاضعة للعقوبات من قبل الولايات المتحدة. في يونيو 2022، نقل فلاديمير بوتانين، أغنى حكم في روسيا، يخته الفاخر نيرفانا الذي تبلغ تكلفته 300 مليون دولار إلى دبي. بوتانين هو رئيس Nornickel، وبسبب ذلك لم تفرض الولايات المتحدة أو أوروبا أي عقوبات عليه بحلول ذلك الوقت. وقال الخبراء إن مثل هذه الخطوة قد تؤثر على السوق وتعطل سلاسل التوريد. كان تحرك بوتانين لتحويل اليخت الفاخر الفاخر إلى ميناء راشد في دبي إجراء احترازيًا.,